# باري لامبرت
باري لامبرت (بالإنجليزية: Barrie Lambert)‏ هي طبيبة وممرضة جنوب أفريقية، ولدت في 13 أغسطس 1871، وتوفيت في 11 ديسمبر 1957 بسبب مرض.